# Dersenow
Dersenow est une municipalité allemande du land de Mecklembourg-Poméranie-Occidentale et l'arrondissement de Ludwigslust-Parchim. En 2013, elle comptait 455 hab.